# La Conjuration des lys
La Conjuration des lys est le premier tome de La Peste noire de Gilbert Bordes, publié en 2007.

## Résumé
En 1324 Clémence, veuve de Louis X a Eugénie de Renaud à qui elle dit que son fils Jean, qui vit à Sienne, réputé mort, ne l'est pas. Renaud va en Gascogne avec Eugénie. Philippe VI est sacré en 1328 mais des pairs sachant Jean en vie, conjurent pour le chasser. En 1348 Rincourt pense que seules des reliques prises par Eauze, mari d'Eugénie, peut les protéger de la peste qui rôde. Eauze fuit l'attaque de Rincourt qui emmène les reliques et Eugénie. Ses fils Matthieu et Benoit vont chez leur oncle Eude. Eugénie fuit chez Eude avec les reliques qu'elle y cache puis rejoint Renaud. Tous les Juifs sont brulés. En 1349 Renaud et Eugénie sont à Avignon où la peste est revenue. Renaud y meurt. Le roi convoque Rincourt, dit qu'Eugénie est fille de reine, est à Avignon et qu'il doit la ramener. Mais elle en fuit. Rincourt la capture, l'engrosse et la ramène au roi. La peste ravage Paris. Eugénie sort de son cachot et va à Eu voir Brienne, chef de la conjuration. Le roi meurt en 1350 après avoir fait jurer à Rincourt de défendre sa lignée à mort. En secret, Eugénie a Renaud. Elle rentre à Paris avec Brienne, laissant Renaud. Rincourt, devenu intendant des armés, les arrête. Brienne est tué. Antonet libère Eugénie qui va à Rome avec des conjurés et dit à son frère qu'il est roi. Il survit à la peste et ils rentrent en France.